# Tonino Carotone
Tonino Carotone, pseudonimo di Antonio De La Cuesta (Burgos, 9 gennaio 1970), è un cantautore spagnolo.

## Biografia
Nato a Burgos (Castiglia e León) ha trascorso l'infanzia e gran parte della sua giovinezza a Pamplona. Da sempre innamorato della musica italiana (lo pseudonimo è un chiaro riferimento a Fred Buscaglione e a Renato Carosone), è arrivato in Italia per la prima volta nel 1995 con altri renitenti alla leva spagnola, ottenendo il successo con il brano Me cago en el amor (al quale hanno collaborato anche Manu Chao e Roy Paci), presente nell'album Mondo difficile uscito nel 2000, suggellato dal Disco d'oro per le oltre 70 000 copie vendute. Vince il Premio Carosone al Teatro Politeama di Napoli. Nel 2000 partecipa al Festivalbar.
Nel 2003 è tornato a far parlare di sé con l'album Senza ritorno e scrive con Manu Chao La Trampa che diventa la sigla della commedia americana Drew Carey's Green Screen Show. Successivamente ha partecipato a due canzoni del disco Malacabeza del gruppo bergamasco degli Arpioni e nel 2006 ha scritto con Federico Traversa il libro Il maestro dell'ora brava. Ha quindi lavorato al suo disco Ciao mortali tra cui figurano altre collaborazioni con Manu Chao nei brani Pornofutbol e No volveremos más, con Eugene Hütz e Gogol Bordello nel brano Atapuerca e con Enrico "Erriquez" Greppi nel brano Primaverando. Con questi ultimi ha inoltre collaborato nella cover del brano di Dalida, Bambino (Guaglione). Nel 2009 si esibisce con la Bandabardò al Concerto del Primo Maggio tenutosi a Roma in piazza San Giovanni e nel 2018 allo Sponz Fest dell'amico Vinicio Capossela.
Suona regolarmente in Spagna, Italia, Grecia, Cile, Russia, Argentina (dove ha fatto un tour degli stadi con Manu Chao) e Messico. Tanti sono gli artisti italiani e stranieri con cui collabora negli anni: Manu Chao, Eugene Hütz e Gogol Bordello, Arpioni, Erriquez e Bandabardò, Locomondo, Zibba, Vallanzaska, Piotta, Pietra Montecorvino, Elisa, Africa Unite.
È ospite di varie trasmissioni televisive: Parla con me di Serena Dandini, Festivalbar, Chiambretti Night di Piero Chiambretti, Scalo 76 con Francesco Facchinetti, Francamente me ne infischio di Adriano Celentano e radiofoniche come Gli Spostati, Fegiz Files, Caterpillar. È ospite del famoso regista Emir Kusturica al Film & Music Festival e anche al Havana Film Festival a Cuba. Suoi brani sono stati utilizzati per sonorizzare il “cine panettone” di Aldo, Giovanni e Giacomo Il ricco, il povero e il maggiordomo e per il film Yucatàn di Daniel Monzón.
Dal 2014 collabora con Maninalto!, mentre nel 2017 registra la versione spagnola di Romagna mia, prodotta da Materiali Musicali, l'etichetta del Meeting delle Etichette Indipendenti, e da Casadei Sonora, l'etichetta del Maestro Secondo Casadei, facendola conoscere a Natale in tutta la Spagna attraverso la diffusione radiofonica; per questa ragione verrà poi insignito nel 2019 dalla famiglia Casadei del titolo di "Cittadino onorario romagnolo nel Mondo".
Nell'ottobre del 2018 a lui ed agli altri renitenti alla leva militare viene intitolato nel Parque de la Insumisión ("Parco dell'insubordinazione"), a Pamplona, il primo monumento al mondo che ricorda i non caduti in guerra, ma che hanno lottato per un ideale comune, la pace. 
Nel 2019 recita nel film Cobra non è di Mauro Russo. È ospite nel nuovo disco di Elisa nel brano “L'Estate è già fuori”. Pubblica “Solcando le onde” che canta insieme al Coro dell'Antoniano (Zecchino d'Oro). Una canzone che affronta l'argomento dei migranti, con un focus particolare sul Mediterraneo. Un testo a più strati di comprensione, adatto anche ai bambini e che racchiude poetica ed umanità.
Nel 2021 escono il singolo No Dollar Feat. Jhonnyboy ed il disco Whisky Facile, un tributo a Fred Buscaglione per celebrarne il centenario dalla nascita.
Nel 2022 è ospite nel disco degli Africa Unite cantando il brano Tuyo, colonna sonora della fortunata serie TV Narcos prodotta da Netflix. È protagonista con Piluka Aranguren in un episodio del fotoromanzo Mondo Difficile scritto e fotografato da Antonio Machado, Ricardo Rubio e Germán Pose.
Nel 2023 canta Whisky Facile di Fred Buscaglione nel disco Il Male è dentro dei Mutzhi Mambo.
Esce il 10 marzo 2023 il nuovo disco Etilico Romantiko preceduto dal singolo El Ultimo Cliente. Sempre il 10 Marzo parte il tour italiano di presentazione dell'album con più di 30 concerti in tutto lo stivale. Il 22 settembre 2023 comincia da Madrid il tour spagnolo di presentazione del disco, che lo vedrà impegnato fino alla fine dell'anno.
Il 28 Marzo 2025 esce l'album "Mondo DiVino", insieme al cantautore fiorentino Giulio Wilson. Anticipato da 2 singoli "Mamá" e "Mia bella ciao". Il 05 di Aprile parte il tour dal teatro di Fiesole (FI). Il 20 Marzo presenta il nuovo disco nel programma di Geppi Cucciari "Splendida Cornice", ospitata che verrà poi successivamente ripresa anche da "Striscia la notizia" il giorno dopo.

## Discografia

### Album in studio
- 2000 - Mondo difficile
- 2003 - Senza ritorno
- 2008 - Ciao mortali
- 2021 - Whisky facile[2]
- 2023 - Etiliko Romantiko
- 2025 - Mondo DiVino (con Giulio Wilson)

### Singoli
- 1999 - Me cago en el amor
- 2000 - La abuela vuela
- 2000 - Pecatore
- 2000 - Por San Fermín
- 2003 - Un ragazzo di strada
- 2003 - La noria
- 2012 - Mondo difficile (feat. Popcorn)
- 2013 - Balla (Tango)
- 2017 - L'amore non paga
- 2018 - Vita clandestina
- 2021 - No Dollar (feat. Jhonnyboy)
- 2021 - Whisky facile
- 2023 - El ultimo cliente
- 2025 - Mamá (con Giulio Wilson)
- 2025 - Mia Bella Ciao (con Giulio Wilson)
- 2025 - Mondo DiVino (con Giulio Wilson)

### Collaborazioni
- 1999 - Renato Carosone feat. Tonino Carotone - Tu vuò fà l'americano
- 1999 - Arpioni feat. Tonino Carotone – Monkey Man in Mexico
- 2000 - Manu Chao feat. Tonino Carotone - La Trampa
- 2000 - Dusminguet feat. Tonino Carotone - Se que bebo, se que fumo
- 2001 - Karamelo Santo feat. Tonino Carotone – El Reo
- 2001 - Arpioni feat. Tonino Carotone – Guarda che luna
- 2001 - Peret feat. Tonino Carotone – Es preferible
- 2003 - Artisti vari – Se fuerza la maquina
- 2005 - Arpioni feat. Tonino Carotone - Una storia disonesta
- 2005 - Gualitxo feat. Tonino Carotone – Dando la Murga
- 2007 - Manu Chao feat. Tonino Carotone - A Cosa
- 2008 - Eugene Hütz (Gogol Bordello) feat. Tonino Carotone – Pornofutbol
- 2008 - Bandabardò feat. Tonino Carotone - Bambino
- 2009 - Zibba & Almalibre feat. Tonino Carotone – Margherita
- 2010 - Spasulati Band feat. Tonino Carotone - Kilometrando
- 2010 - Trenincorsa feat. Tonino Carotone – Il trapezista
- 2010 - Palconudo feat. Tonino Carotone – L'ammutinamento
- 2010 - Tasos Georgopoulos feat. Tonino Carotone – Koritsia
- 2012 - Lavrentis Machairitsas feat. Tonino Carotone – Hazopikro
- 2012 - Begatarri feat. Tonino Carotone - Igande goiza Beti
- 2012 - The Chalga Band feat. Tonino Carotone - Movilo
- 2013 - El V feat. Tonino Carotone – Mama Negra
- 2014 - Vallanzaska feat. Tonino Carotone – Bicchiere
- 2016 - Piotta feat. Tonino Carotone - Vino, tabacco & venere
- 2016 - Gadjo Dilo feat Tonino Carotone - Pou 'sai Thanassi
- 2016 - Desechos feat. Tonino Carotone – Emilio Bunge
- 2017 - Kachupa feat. Tonino Carotone - Romagna mia
- 2017 - Locomondo feat. Tonino Carotone - La mulata
- 2017 - Los Manolos feat. Tonino Carotone – El muerto vivo
- 2017 - Pietra Montecorvino feat. Tonino Carotone – Colpa mia
- 2019 - Elisa feat. Tonino Carotone – L'estate è già fuori
- 2019 - Cromatica Pistona feat. Tonino Carotone – La Esquina Cràpula
- 2019 - Miguel Caldito y Combo Utopia feat. Tonino Carotone – Vuela
- 2022 - Africa Unite feat. Tonino Carotone – Tuyo
- 2022 - Chuchin Ibanez feat. Tonino Carotone – Ella era el
- 2022 - Eusebio Martinelli Gipsy Orkestar – Tratto leggero
- 2022 - Luxx Bones feat. Tonino Carotone – Mondo difficile
- 2023 - Mutzhi Mambo feat. Tonino Carotone – Whisky facile
- 2023 - La Malaleche[3] feat. Tonino Carotone – Ay Morena
- 2024 - Quartiere Coffee feat. Tonino Carotone – La mia terra
- 2024 - Zingarua - La birra

## Opere letterarie
- Tonino Carotone e Federico Traversa, Il Maestro dell'ora Brava, Genova, Chinaski Edizioni, 2006, ISBN 88-89966-02-5.
- “Mondo Difficile” fotoromanzo di Germàn Pose